# Telê Santana
Telê Santana da Silva (Itabirito, Minas Gerais, 26 de julio de 1931-Belo Horizonte, 21 de abril de 2006) fue un futbolista y entrenador brasileño. Con un 80% de victorias en la Copa Mundial de Fútbol es el entrenador con mejor porcentaje de victorias de todos cuantos han participado en, al menos, 10 partidos del Mundial.

## Biografía
Después de perder dos Copas del Mundo, en España 1982 y México 1986, al comando de la selección brasileña, cargó por mucho tiempo con la fama de "pecho frío". Sin embargo, en una encuesta realizada por la revista deportiva Placar, a finales de los años 1990, fue elegido por periodistas, jugadores y exjugadores como el mejor entrenador de la historia de la selección brasileña. A partir de 1990 hasta principios de 1995, dirigió el São Paulo, conquistando dos veces consecutivas la Copa Libertadores de América, la Recopa Sudamericana y la Copa Intercontinental. Es considerado el mayor entrenador sanpaulino de todos los tiempos.
Como jugador, es un ícono del Fluminense por la intensa dedicación que ofreció a su club de corazón —que le valió el apodo de "Fio de Esperança"—, donde también comenzó su extensa y victoriosa carrera de entrenador.
También es el técnico que más partidos oficiales dirigió en el Atlético Mineiro.

## Clubes

### Como jugador
| Club          | País   | Año       |
| ------------- | ------ | --------- |
| Fluminense    | Brasil | 1951-1960 |
| Guaraní       | Brasil | 1960-1962 |
| Vasco da Gama | Brasil | 1963      |

### Como entrenador
| Club                | País           | Año       |
| ------------------- | -------------- | --------- |
| Fluminense          | Brasil         | 1969-1970 |
| Atlético Mineiro    | Brasil         | 1970-1976 |
| Grêmio              | Brasil         | 1977-1979 |
| Palmeiras           | Brasil         | 1980-1982 |
| Selección de Brasil | Brasil         | 1980-1982 |
| Al-Ahli             | Arabia Saudita | 1983-1985 |
| Selección de Brasil | Brasil         | 1985-1986 |
| Flamengo            | Brasil         | 1988-1989 |
| São Paulo           | Brasil         | 1990-1995 |

## Palmarés

### Como jugador

#### Títulos regionales
| Título               | Club       | Estado                   | Año  |
| -------------------- | ---------- | ------------------------ | ---- |
| Campeonato Carioca   | Fluminense | Río de Janeiro           | 1951 |
| Torneo Río-São Paulo | Fluminense | Río de Janeiro São Paulo | 1957 |
| Campeonato Carioca   | Fluminense | Río de Janeiro           | 1959 |
| Torneo Río-São Paulo | Fluminense | Río de Janeiro São Paulo | 1960 |

#### Títulos internacionales
| Título   | Club       | Sede           | Año  |
| -------- | ---------- | -------------- | ---- |
| Copa Río | Fluminense | Río de Janeiro | 1952 |

### Como entrenador

#### Títulos regionales
| Título              | Club             | Estado            | Año  |
| ------------------- | ---------------- | ----------------- | ---- |
| Taça Guanabara      | Fluminense       | Río de Janeiro    | 1969 |
| Campeonato Carioca  | Fluminense       | Río de Janeiro    | 1969 |
| Campeonato Mineiro  | Atlético Mineiro | Minas Gerais      | 1970 |
| Campeonato Gaúcho   | Grêmio           | Río Grande do Sul | 1977 |
| Campeonato Mineiro  | Atlético Mineiro | Minas Gerais      | 1988 |
| Taça Guanabara      | Flamengo         | Río de Janeiro    | 1989 |
| Campeonato Paulista | São Paulo        | São Paulo         | 1991 |
| Campeonato Paulista | São Paulo        | São Paulo         | 1992 |

#### Títulos nacionales
| Título                    | Club             | País           | Año     |
| ------------------------- | ---------------- | -------------- | ------- |
| Campeonato Brasileño      | Atlético Mineiro | Brasil         | 1971    |
| Copa del Rey de Campeones | Al-Ahli          | Arabia Saudita | 1983    |
| Liga Profesional Saudí    | Al-Ahli          | Arabia Saudita | 1983/84 |
| Campeonato Brasileño      | São Paulo        | Brasil         | 1991    |

#### Títulos internacionales
| Título                             | Club      | Sede           | Año  |
| ---------------------------------- | --------- | -------------- | ---- |
| Copa de Clubes Campeones del Golfo | Al-Ahli   | Dubái          | 1985 |
| Copa Libertadores de América       | São Paulo | São Paulo      | 1992 |
| Copa Intercontinental              | São Paulo | Tokio          | 1992 |
| Copa Libertadores de América       | São Paulo | Santiago       | 1993 |
| Recopa Sudamericana                | São Paulo | Belo Horizonte | 1993 |
| Supercopa Sudamericana             | São Paulo | São Paulo      | 1993 |
| Copa Intercontinental              | São Paulo | Tokio          | 1993 |
| Recopa Sudamericana                | São Paulo | Kōbe           | 1994 |

#### Clasificaciones de los mejores entrenadores de todos los tiempos
| Premio          | Posición | Top 10 | Año  | Referencias |
| --------------- | -------- | ------ | ---- | ----------- |
| World Soccer    | 13º      | No     | 2013 | [ 5 ] [ 6 ] |
| France Football | 35º      | No     | 2019 | [ 7 ] [ 8 ] |